# Canton de Grignan
Le canton de Grignan est une circonscription électorale française située dans le département de la Drôme, dans l'arrondissement de Nyons.

## Histoire
Le canton de Grignan a été créé en 1801.
Un nouveau découpage territorial de la Drôme (département) entre en vigueur à l'occasion des élections départementales de mars 2015, défini par le décret du 20 février 2014, en application des lois du 17 mai 2013 (loi organique 2013-402 et loi 2013-403). Les conseillers départementaux sont, à compter de ces élections, élus au scrutin majoritaire binominal mixte. Les électeurs de chaque canton élisent au Conseil départemental, nouvelle appellation du Conseil général, deux membres de sexe différent, qui se présentent en binôme de candidats. Les conseillers départementaux sont élus pour 6 ans au scrutin binominal majoritaire à deux tours, l'accès au second tour nécessitant 12,5 % des inscrits au 1er tour. En outre la totalité des conseillers départementaux est renouvelée. Ce nouveau mode de scrutin nécessite un redécoupage des cantons dont le nombre est divisé par deux avec arrondi à l'unité impaire supérieure si ce nombre n'est pas entier impair, assorti de conditions de seuils minimaux. Dans la Drôme, le nombre de cantons passe ainsi de 36 à 19. Le nombre de communes du canton de Grignan passe de 13 à 21.
Le nouveau canton de Grignan est formé de communes des anciens cantons de Saint-Paul-Trois-Châteaux (4 communes), de Grignan (14 communes), de Pierrelatte (2 communes) et de Montélimar-II (1 commune). Le canton est entièrement inclus dans l'arrondissement de Nyons. Le bureau centralisateur est situé à Grignan.

## Représentation

### Conseillers d'arrondissement de 1833 à 1940
Le canton de Grignan avait deux conseillers d'arrondissement.
| Période | Période | Identité                    | Étiquette   | Qualité |
| ------- | ------- | --------------------------- | ----------- | --- |
| 1833    | 1839    | M. Manselon                 |             | Propriétaire à Taulignan                                                                                    |
| 1833    | 1845    | Ernest Béranger             |             | Maire de Chamaret                                                                                           |
| 1839    | 1845    | M. Bernard                  |             | Propriétaire à Grignan                                                                                      |
| 1845    | 1855    | Etienne Ducros              |             | Notaire, maire de Grignan                                                                                   |
| 1845    | 1848    | Claude Aimé Martin          |             | Notaire à Taulignan                                                                                         |
| 1848    | 1855    | Pierre-François Delaye      |             | Propriétaire à Grignan                                                                                      |
| 1855    | 1865    | Claude Aimé Martin          |             | Notaire, maire de Taulignan                                                                                 |
| 1855    | 1877    | Ernest Béranger             |             | Maire de Chamaret                                                                                           |
| 1877    | 1889    | M. Vergier                  |             | Maire puis adjoint au maire de Salles                                                                       |
| 1889    | 1904    | Théophile Durand            | Républicain | Maire de Rousset                                                                                            |
| 1904    | 1919    | Léon Joseph Émile Pontillon |             | Ancien notaire, maire de Taulignan                                                                          |
| 1919    | 1940    | Jules Brochenin (1874-1963) | Radical     | Maire de Saint-Pantaléon                                                                                    |
| 1940    |         |                             |             | Les conseils d'arrondissement ont été suspendus par la loi du 12 octobre 1940 et n'ont jamais été réactivés |

### Conseillers généraux de 1833 à 2015
| Période | Période          | Identité                                  | Étiquette          | Qualité |
| ------- | ---------------- | ----------------------------------------- | ------------------ | --- |
| 1833    | 1839             | Baron Joseph Salamon (1773-1842)          |                    | Ancien chef de bataillon Maire de Grignan (1830-1837) |
| 1839    | 1848             | Hector Damase Doux (1807-1874)            |                    | Propriétaire à Montbrison-sur-Lez |
| 1848    | 1868 (décès)     | François Chapouton                        |                    | Notaire à Taulignan, ancien juge de paix à Grignan |
| 1869    | 1871             | Pierre Joseph Goubert (1813-?)            |                    | Maire de Taulignan (1858-1876) |
| 1871    | 1886 (démission) | Émile Loubet                              | Républicain        | Avocat Ministre (1887 à 1893) Président du Conseil des Ministres (1892) Député (1876-1885) Sénateur (1885-1899) Président de la République (1899-1906) Maire de Montélimar (1878-1899) Se fait élire dans le canton de Montélimar en 1886 et opte pour ce dernier. Président du Conseil général |
| 1886    | 1889             | Ernest Béranger (1841-?)                  |                    | Industriel - Maire de Chamaret |
| 1889    | 1894 (démission) | François Perreymond                       | Rad.               | Maire de Grignan (1884-1894) |
| 1894    | 1895             | Jules Chapon                              | Républicain        | Maire de Grignan (1894-1904) |
| 1895    | 1899 (démission) | Émile Loubet                              | Républicain        | Avocat Député (1876-1885) Ministre (1887-1888 et 1892-1893) Président du Conseil des Ministres (1892) Sénateur (1885-1899) Président du Sénat (1896-1899) Président de la République (1899-1906)                                                                                                |
| 1899    | 1901             | Jules Chapon                              | Républicain        | Maire de Grignan (1894-1904) |
| 1901    | 1925             | Paul-Auguste Loubet (1874-1948)           | RG                 | Avocat à Paris Conseiller référendaire à la Cour des Comptes Fils de l'ancien Président Émile Loubet |
| 1925    | 1926 (décès)     | François Perreymond                       | Rad.               | Docteur en médecine Maire de Grignan (1884-1894, 1904-1919 et 1924-1926) |
| 1926    | 1940             | Paul-Auguste Loubet                       | RG                 | Conseiller référendaire à la Cour des Comptes |
|         |                  |                                           |                    | |
| 1942    | 1943             | Paul Montlahuc                            |                    | Maire de Montbrison-sur-Lez Nommé conseiller départemental en 1942 |
| 1943    | 1943 (décès)     | Paul Vernin                               | ?                  | Adjoint au maire de Romans-sur-Isère Président de la Chambre des Métiers de la Drôme Nommé conseiller départemental en 1943 |
| 1943    | 1945             | Paul-Auguste Loubet (fils d'Émile Loubet) | ?                  | Conseiller référendaire à la Cour des Comptes Nommé conseiller départemental en 1943 |
|         |                  |                                           |                    | |
| 1945    | 1949             | Léopold Veyrier                           | DVG                | Maire de Grignan (1945-1947 et 1953-1959) |
| 1949    | 1967             | Émile Gilles                              | SFIO               | Maire de Taulignan (1944-1965) |
| 1967    | 1997 (décès)     | Alain Blanc                               | Rad. puis UDF-Rad. | Maire de Valaurie |
| 1997    | 2011             | Jean-François Siaud                       | DVG puis PS        | Directeur d'école Maire de Taulignan Vice-président du Conseil général |
| 2011    | 2015             | Luc Chambonnet                            | DVG                | Postier Maire de Valaurie |

### Représentation depuis 2015
| Période élective | Période élective | Mandat | Mandat   | Identité          | Nuance | Nuance | Qualité |
| ---------------- | ---------------- | ------ | -------- | ----------------- | ------ | ------ | --- |
| 2015             | 2021             | 2015   | 2021     | Luc Chambonnet    |        | DVG    | Maire de Valaurie (2008-2020) |
| 2015             | 2021             | 2015   | 2021     | Renée Payan       |        | DVG    | Directrice de centre de formation (Université du Vin) Membre du Conseil de programmation du Pays « Une Autre Provence » (depuis 2008), adjointe au maire de Tulette |
| 2021             | 2028             | 2021   | en cours | Jean-Michel Avias |        | DVD    | Officier sapeur-pompier, maire de Bouchet, 7ème Vice-Président |
| 2021             | 2028             | 2021   | en cours | Marie Fernandez   |        | DVD    | Cadre territoriale, maire de Donzère |

### Résultats détaillés

#### Élections de mars 2015
À l'issue du 1er tour des élections départementales de 2015, trois binômes sont en ballottage : Christophe Leydier et Laure Pellier (FN, 37,61 %), Luc Chambonnet et Renée Payan (PS, 31,23 %) et Paul Berard et Sylvie Marquet (Union de la Droite, 28,68 %). Le taux de participation est de 56,3 % (8 986 votants sur 15 962 inscrits) contre 53,14 % au niveau départementalet 50,17 % au niveau national.
Au second tour, Luc Chambonnet et Renée Payan (PS) sont élus avec 51,66 % des suffrages exprimés et un taux de participation de 59,68 % (4 452 voix pour 9 525 votants et 15 961 inscrits).

#### Élections de juin 2021
Le premier tour des élections départementales de 2021 est marqué par un très faible taux de participation (33,26 % au niveau national). Dans le canton de Grignan, ce taux de participation est de 38,08 % (6 421 votants sur 16 862 inscrits) contre 34,1 % au niveau départemental. À l'issue de ce premier tour, deux binômes sont en ballottage : Jean-Michel Avias et Marie Fernandez (DVD, 41,16 %) et Luc Chambonnet et Renée Payan (DVG, 33,37 %).
Le second tour des élections est marqué une nouvelle fois par une abstention massive équivalente au premier tour. Les taux de participation sont de 34,3 % au niveau national, 34,41 % dans le département et 37,38 % dans le canton de Grignan. Jean-Michel Avias et Marie Fernandez (DVD) sont élus avec 60,44 % des suffrages exprimés (3 565 voix pour 6 304 votants et 16 866 inscrits),,. 

## Composition

### Composition avant 2015
| Nom                        | Code Insee | Codepostal | Superficie (km2) | Population (dernière pop. légale) | Densité (hab./km2) |
| -------------------------- | ---------- | ---------- | ---------------- | --------------------------------- | ------------------ |
| Grignan (chef-lieu)        | 26146      | 26230      | 43,43            | 1 618 (2012)                      | 37                 |
| Chamaret                   | 26070      | 26230      | 7,79             | 556 (2012)                        | 71                 |
| Chantemerle-lès-Grignan    | 26073      | 26230      | 9,82             | 242 (2012)                        | 25                 |
| Colonzelle                 | 26099      | 26230      | 6,06             | 479 (2012)                        | 79                 |
| Le Pègue                   | 26226      | 26770      | 11,12            | 387 (2012)                        | 35                 |
| Montbrison-sur-Lez         | 26192      | 26770      | 12,83            | 304 (2012)                        | 24                 |
| Montjoyer                  | 26203      | 26230      | 18,02            | 251 (2012)                        | 14                 |
| Réauville                  | 26261      | 26230      | 18,22            | 380 (2012)                        | 21                 |
| Roussas                    | 26284      | 26230      | 16,07            | 360 (2012)                        | 22                 |
| Rousset-les-Vignes         | 26285      | 26770      | 15,45            | 284 (2012)                        | 18                 |

Localisation du canton de Grignan (découpage en vigueur jusqu'en mars 2015) dans le département de la Drôme.

| Saint-Pantaléon-les-Vignes | 26322      | 26770      | 8,31             | 421 (2012)                        | 51                 |
| Salles-sous-Bois           | 26335      | 26770      | 9,50             | 182 (2012)                        | 19                 |
| Taulignan                  | 26348      | 26770      | 34,65            | 1 650 (2012)                      | 48                 |
| Valaurie                   | 26360      | 26230      | 12,30            | 572 (2012)                        | 47                 |

### Composition depuis 2015
Le nouveau canton de Grignan comprend vingt-et-une communes entières.
| Nom                             | Code Insee | Intercommunalité                       | Superficie (km2) | Population (dernière pop. légale) | Densité (hab./km2) | Modifier                                    |
| ------------------------------- | ---------- | -------------------------------------- | ---------------- | --------------------------------- | ------------------ | ------------------------------------------- |
| Grignan (bureau centralisateur) | 26146      | CC Enclave des Papes - Pays de Grignan | 43,43            | 1 589 (2022)                      | 37                 | modifier les données · modifier les données |
| La Baume-de-Transit             | 26033      | CC Drôme Sud Provence                  | 12,05            | 933 (2022)                        | 77                 | modifier les données · modifier les données |
| Bouchet                         | 26054      | CC Drôme Sud Provence                  | 11,89            | 1 417 (2022)                      | 119                | modifier les données · modifier les données |
| Chamaret                        | 26070      | CC Enclave des Papes - Pays de Grignan | 7,79             | 527 (2022)                        | 68                 | modifier les données · modifier les données |
| Chantemerle-lès-Grignan         | 26073      | CC Enclave des Papes - Pays de Grignan | 9,82             | 244 (2022)                        | 25                 | modifier les données · modifier les données |
| Colonzelle                      | 26099      | CC Enclave des Papes - Pays de Grignan | 6,06             | 528 (2022)                        | 87                 | modifier les données · modifier les données |
| Donzère                         | 26116      | CC Drôme Sud Provence                  | 32,06            | 5 981 (2022)                      | 187                | modifier les données · modifier les données |
| Les Granges-Gontardes           | 26145      | CC Drôme Sud Provence                  | 7,26             | 692 (2022)                        | 95                 | modifier les données · modifier les données |
| Malataverne                     | 26169      | CC Drôme Sud Provence                  | 16,68            | 2 238 (2022)                      | 134                | modifier les données · modifier les données |
| Montbrison-sur-Lez              | 26192      | CC Enclave des Papes - Pays de Grignan | 12,83            | 269 (2022)                        | 21                 | modifier les données · modifier les données |
| Montjoyer                       | 26203      | CC Enclave des Papes - Pays de Grignan | 18,02            | 277 (2022)                        | 15                 | modifier les données · modifier les données |
| Montségur-sur-Lauzon            | 26211      | CC Enclave des Papes - Pays de Grignan | 18,24            | 1 371 (2022)                      | 75                 | modifier les données · modifier les données |
| Le Pègue                        | 26226      | CC Enclave des Papes - Pays de Grignan | 11,12            | 363 (2022)                        | 33                 | modifier les données · modifier les données |
| Réauville                       | 26261      | CC Enclave des Papes - Pays de Grignan | 18,22            | 394 (2022)                        | 22                 | modifier les données · modifier les données |
| Roussas                         | 26284      | CC Enclave des Papes - Pays de Grignan | 16,07            | 400 (2022)                        | 25                 | modifier les données · modifier les données |
| Rousset-les-Vignes              | 26285      | CC Enclave des Papes - Pays de Grignan | 15,45            | 275 (2022)                        | 18                 | modifier les données · modifier les données |
| Saint-Pantaléon-les-Vignes      | 26322      | CC Enclave des Papes - Pays de Grignan | 8,31             | 400 (2022)                        | 48                 | modifier les données · modifier les données |
| Salles-sous-Bois                | 26335      | CC Enclave des Papes - Pays de Grignan | 9,50             | 214 (2022)                        | 23                 | modifier les données · modifier les données |
| Taulignan                       | 26348      | CC Enclave des Papes - Pays de Grignan | 34,65            | 1 632 (2022)                      | 47                 | modifier les données · modifier les données |
| Tulette                         | 26357      | CC Drôme Sud Provence                  | 23,53            | 2 001 (2022)                      | 85                 | modifier les données · modifier les données |
| Valaurie                        | 26360      | CC Enclave des Papes - Pays de Grignan | 12,30            | 720 (2022)                        | 59                 | modifier les données · modifier les données |
| Canton de Grignan               | 2606       |                                        | 345,28           | 22 465 (2022)                     | 65                 | modifier les données                        |

## Démographie

### Démographie avant 2015
| 1962  | 1968  | 1975  | 1982  | 1990  | 1999  | 2006  | 2011  | 2012  |
| ----- | ----- | ----- | ----- | ----- | ----- | ----- | ----- | ----- |
| 4 650 | 4 727 | 4 699 | 5 586 | 6 489 | 6 871 | 7 293 | 7 625 | 7 686 |

### Démographie depuis 2015
En 2022, le canton comptait 22 465 habitants, en évolution de +3,08 % par rapport à 2016 (Drôme : +2,64 %, France hors Mayotte : +2,11 %).
| 2013   | 2018   | 2022   |
| ------ | ------ | ------ |
| 21 080 | 22 124 | 22 465 |